# Quảng Oai

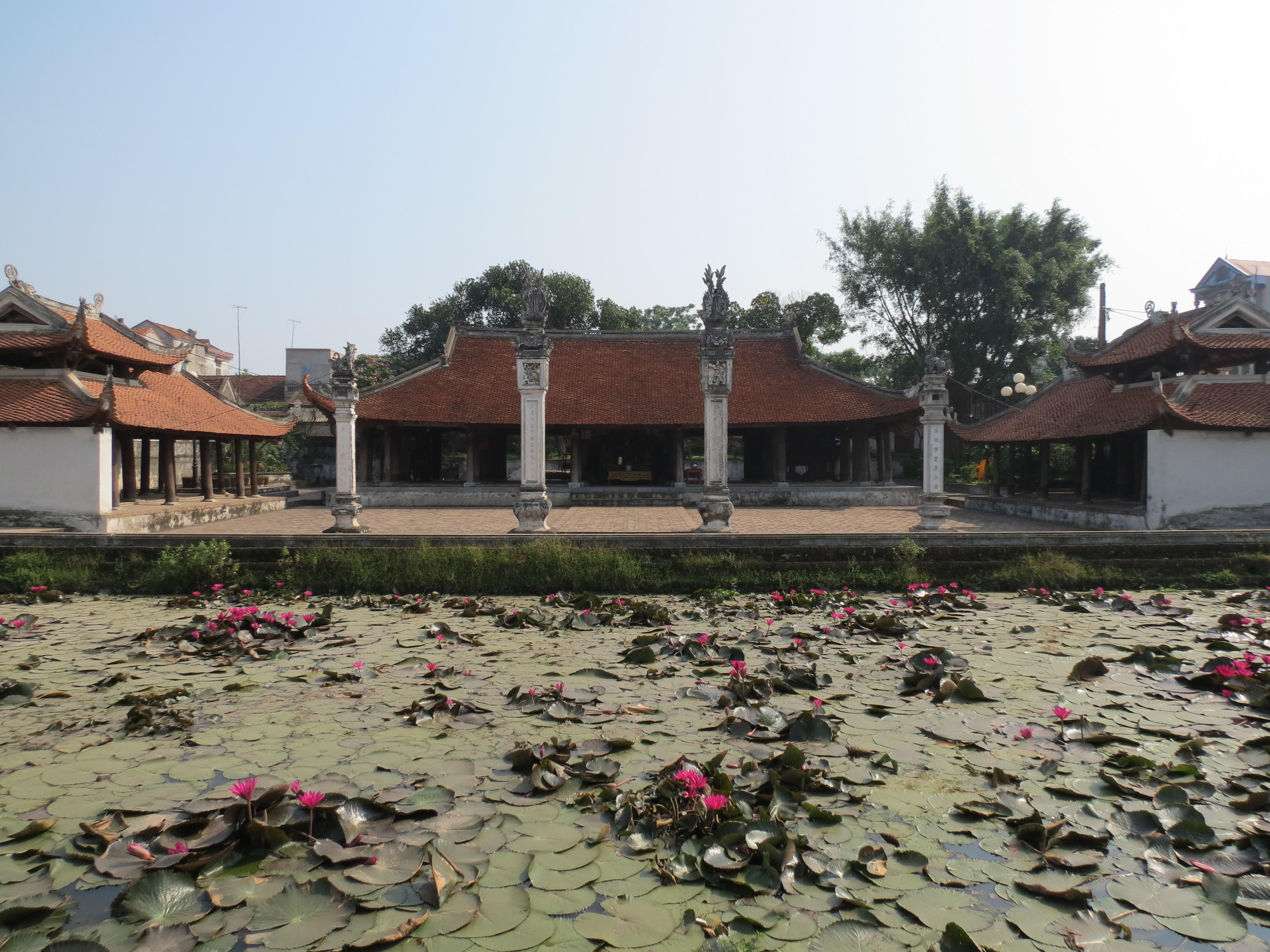
Đình Tây Đằng, một ngôi đình cổ tại vùng đất Quảng Oai xưa

Quảng Oai là một xã thuộc phía Tây thành phố Hà Nội, Việt Nam. Đây vốn một địa danh tại tỉnh Sơn Tây trước đây (nay thuộc thành phố Hà Nội). Đây từng là tên gọi của một phủ, sau là tên một huyện.

## Lịch sử
Địa danh Quảng Oai có từ cuối thời Trần, vào năm 1397 khi Hồ Quý Ly cho đổi trấn Quốc Oai thành trấn Quảng Oai.
Năm Quang Thuận thứ 10 (1469), vua Lê Thánh Tông đặt thừa tuyên Sơn Tây, Quảng Oai là một trong 6 phủ của thừa tuyên Sơn Tây lúc bấy giờ. Phủ Quảng Oai gồm 2 huyện: Mỹ Lương và Ma Nghĩa (sau đổi thành Minh Nghĩa).
Năm Cảnh Hưng thứ 3 (1742), phủ Quảng Oai có 4 huyện: Tiên Phong, Minh Nghĩa, Bất Bạt, Phúc Lộc (sau đổi thành Phúc Thọ).
Đến thời nhà Nguyễn, phủ Quảng Oai kiêm lý huyện Tiên Phong, thống hạt các huyện Bất Bạt, Tùng Thiện, Phúc Thọ. Phủ lỵ đặt tại xã Tây Đằng.
Năm 1941, phủ Quảng Oai có 7 tổng với 50 xã:
- Tổng Tây Đằng có 6 xã: Tây Đằng, Vân Tập, Vĩnh Phệ, Kim Bí, Lai Bồ, Bằng Lũng
- Tổng Chu Quyến có 7 xã: Chu Quyến, Chu Chàng, Đông Viên, Thanh Lũng, Quang Húc, Cao Cương, Vị Nhuế
- Tổng Phú Xuyên có 7 xã: Phú Xuyên, Hoắc Châu, Hạc Sơn, Phương Châu, Phương Khê, Phong Châu, Liễu Châu
- Tổng Thanh Lãng có 9 xã: Thanh Lãng, Thanh Trì, La Thượng, La Thiện, La Phẩm, Thanh Dương, Chiểu Dương, Hoắc Sa, Vân Châu
- Tổng Kiều Mộc có 5 xã: Kiều Mộc, Cổ Đô, Vu Chu, Viên Châu, Tràng Châu
- Tổng Thanh Mai có 8 xã: Mai Trai (tục gọi là làng Mơ), Hậu Trạch, Nhuận Trạch, La Xuyên, Tuấn Xuyên, Quang Ngọc, Tân Phong (trước là làng Cổ Pháp), Vân Hội
- Tổng Vật Lại có 8 xã: Vật Lại, Vật Phụ, Vật Yên, Tăng Cấu, Tri Lai, Đồng Bảng, Thái Bình.[1]

Từ tháng 3 năm 1948, các cấp hành chính phủ, châu, quận được bãi bỏ, phủ Quảng Oai đổi thành huyện Quảng Oai, là một trong 7 huyện, thị thuộc tỉnh Sơn Tây.
Huyện Quảng Oai có địa giới hành chính:
- Phía đông giáp tỉnh Vĩnh Phúc
- Phía tây giáp huyện Bất Bạt và tỉnh Phú Thọ
- Phía nam giáp huyện Tùng Thiện
- Phía bắc giáp tỉnh Phú Thọ.

Ngày 21 tháng 4 năm 1965, tỉnh Sơn Tây sáp nhập với tỉnh Hà Đông thành tỉnh Hà Tây, huyện Quảng Oai thuộc tỉnh Hà Tây.
Ngày 26 tháng 7 năm 1968, Hội đồng Chính phủ ban hành Quyết định số 120-CP. Theo đó, hợp nhất ba huyện Quảng Oai, Bất Bạt và Tùng Thiện thành một huyện lấy tên là huyện Ba Vì.
Từ đó đến nay, huyện Ba Vì đã có nhiều lần thay đổi về hành chính: cuối năm 1975 thuộc tỉnh Hà Sơn Bình, cuối năm 1978 chuyển về thành phố Hà Nội, đến năm 1991 lại thuộc tỉnh Hà Tây vừa tái lập. Ngày 1 tháng 8 năm 2008, toàn bộ diện tích và dân số của tỉnh Hà Tây được sáp nhập vào thành phố Hà Nội theo Nghị quyết số 15/2008/QH12 của Quốc hội, huyện Ba Vì thuộc Hà Nội như hiện nay.
Sau năm 1968, tên gọi Quảng Oai còn được đặt cho thị trấn huyện lỵ huyện Ba Vì khi thị trấn này được thành lập vào năm 1987 trên cơ sở tách một phần diện tích và dân số của xã Tây Đằng. Tuy nhiên đến năm 1994, thị trấn Quảng Oai lại sáp nhập với xã Tây Đằng thành thị trấn Tây Đằng.
Ngày 16 tháng 6 năm 2025, Quốc hội Việt Nam quyết định sắp xếp toàn bộ diện tích tự nhiên, quy mô dân số của các xã Cam Thượng, Đông Quang, Tiên Phong, một phần diện tích tự nhiên, toàn bộ quy mô dân số của xã Thụy An, một phần của các đơn vị cấp xã cũ là thị trấn Tây Đằng và xã Chu Minh, thuộc huyện Ba Vì cũ, thành xã mới có tên gọi là xã Quảng Oai.

## Hành chính
Sau sắp xếp xã có diện tích tự nhiên 48,33 km2, quy mô dân số 58.855 người. Phía Bắc giáp xã Minh Châu và xã Vật Lại, phía Tây giáp xã Bất Bạt và xã Suối Hai, phía Đông giáp phường Sơn Tây và tỉnh Phú Thọ, phía Nam giáp phường Tùng Thiện. Trụ sở xã đặt tại số 252 đường Quảng Oai.
Tại xã có đường Quảng Oai (do Ủy ban nhân dân thành phố Hà Nội đặt vào năm 2014 cho đoạn Quốc lộ 32 qua thị trấn Tây Đằng cũ), trường Trung học phổ thông Quảng Oai và chợ Quảng Oai.